# Lika ung som då
Lika ung som då är ett studioalbum från 1996 av Sven-Ingvars.

## Låtlista
1. Jailhouse Rock (intro) Jerry Leiber och Mike Stoller (inspelad 1958)
2. Lika ung som då Niklas Strömstedt
3. Sanna från Sunne Marianne Flynner, Marika Lindman
4. Hus till salu Peter LeMarc
5. Bara vara Peter LeMarc, Werner Modiggård
6. Marie, Marie Staffan Hellstrand
7. Månskensnatt i Åmotfors Plura Jonsson
8. Minsta lilla tecken Nisse Hellberg
9. Varenda sommar blir din Nisse Hellberg
10. Ge allt du kan Per Gessle
11. Visa mej vägen Lasse Lindbom
12. Kyss mej stilla Peter LeMarc
13. En sista doft av sommaren Dan Hylander
14. Mina sommarskor minns Lasse Lindbom
15. Sommarskor (repris) Lasse Lindbom

## Listplaceringar
| Lista (1996) | Topplacering |
| ------------ | ------------ |
| Sverige      | 3            |

### Fotnoter
1. ↑  ”Lika ung som då”. Svensk mediedatabas. 25 februari 1996. http://smdb.kb.se/catalog/id/001514750. Läst 8 juni 2013.
2. ↑  ”Lika ung som då”. Hitparad. 25 februari 1996. http://swedishcharts.com/showitem.asp?interpret=Sven%2DIngvars&titel=Lika+ung+som+d%E5&cat=a. Läst 8 juni 2013.